# Vanuatu nos Jogos Olímpicos de Verão de 1992
A Vanuatu participou dos Jogos Olímpicos de Verão de 1992, realizados em Barcelona, na Espanha. Nesta participação, o país não conquistou nenhuma medalha.